# Leonhard Kleber
Leonhard Kleber (* um 1495 in Wiesensteig, Landkreis Göppingen; † 4. März 1556 in Pforzheim) war ein deutscher Komponist und Organist der Renaissance.

## Leben und Wirken
Über das Elternhaus, die frühe Zeit und die Ausbildung von Leonhard Kleber sind keine Informationen überliefert. Das erste belegte Ereignis ist seine Immatrikulation zum Studium der Theologie an der Universität Heidelberg am 31. Oktober 1512. Nach einer einzelnen Quelle war er dort auch Orgelschüler von Arnolt Schlick, zumindest aber hatte dieser in Klebers Heidelberger Zeit einen erheblichen Einfluss auf ihn. Im Jahr 1516 ist Kleber mit der Pfründe eines Chorvikars als Organist in Horb am Neckar angestellt worden. Spätestens im darauf folgenden Jahr erhielt er die Priesterweihe. Im gleichen Jahr 1517 wechselte er als Organist nach Esslingen; dort stand ihm neben einer zusätzlichen »Altarpfründe« eine prachtvolle Orgel zur Verfügung, die 1497 neu erbaut worden war.
Im Jahr 1521 folgte Kleber dem Ruf des markgräflich-badischen Herrschers an seine Residenz in Pforzheim („accepi vicariam perpetuam annectam organo in pfortzen“), welcher mit dem Organistendienst an der dortigen Stifts- und Pfarrkirche St. Michael verbunden war. In diesem Amt blieb er bis an sein Lebensende. Bis Jahresende 1524 sind in seinem Verzeichnis 16 namentlich genannte Schüler zusammen mit den von diesen empfangenen Honoraren aufgezählt, woraus sich schließen lässt, dass er ein begehrter Orgellehrer war. Der Komponist brachte es zu einigem Wohlstand und wohnte damals schon in einem eigenen Haus. Durch Vermittlung des badischen Markgrafen bekam er im Jahr 1541 noch ein zusätzliches Benefizium in der Hospitalkirche in Baden-Baden.

## Bedeutung
Von größerer Bedeutung ist die von Leonhard Kleber überlieferte Orgeltabulatur, die er zwischen 1521 und 1524 in Pforzheim zusammenstellte. Sie ist in der älteren Tabulaturschreibweise notiert, also die Oberstimme in Noten auf Linien und die übrigen Stimmen in Tonbuchstaben. Von den 112 Stücken dieser Sammlung sind nur einige von ihm selbst, außerdem sind die ersten 50 rein manualiter auszuführen, die folgenden auch mit Pedal zu spielen – eine Systematik, die wohl auf die Anregung von Arnolt Schlick zurückgeht. Dieses Kompendium enthält geistliche und weltliche Werke in reicher Verzierung von Adam von Fulda, Antoine Brumel, Jacob Obrecht, Heinrich Isaac, Othmar Luscinius, Hayne van Ghizeghem, Ludwig Senfl, Jacob Barbireau, Heinrich Finck, Josquin Desprez und anderen, und zwar Lieder, Tänze, Chansons, Sätze aus Messen, Motetten, Antiphonen, Sequenzen, Hymnen und Cantica. Die Tabulatur belegt außerdem Klebers enge Verbindungen zu Paul Hofhaimer, Hans Buchner, Hans Kotter und Fridolin Sicher, welche die gleiche Notationsweise für ihre Tabulaturen benutzten.
Die praeambula von Leonhard Kleber schlagen zwei andere Wege zur selbständigen Instrumentalmusik ein. Der erste, mehr konventionelle Weg beschreitet den Weg der älteren Fundamenta, indem sie Klangfortschreitungen notiert, die verziert werden können, oder bringt Spielfiguren, die wie in der bekannten üblichen Praxis mehrfach wiederholt werden können. Der zweite, originellere Weg geht von dem kompositorischen Niveau vokaler Vorlagen aus und erreicht mit Imitationen, oktavversetzten Bezügen und dem Aufbau von Zusammenhängen, die als Perioden fasslich sind, einen ebenbürtigen Satzstil. Hierzu gehören auch seine beiden Fantasien (Nr. 36 und 83) und ein »Preambalon in fa« (Nr. 53); letzteres stellt ein eindeutiges tonales Zentrum dar, indem es eine ausgewogene Synthese aus Laufwerk und Klangwechseln bringt. Diese Vorgehensweise wird erst im 17. Jahrhundert wieder von Franz Tunder aufgegriffen. Es bleibt die nicht lösbare Frage nach dem Verfasser der zahlreichen Werke, die von Kleber anonym in die Sammlung aufgenommenen wurden; eine noch wesentlich größere Frage stellt sich wegen des vermuteten gewaltigen Schwunds in der Überlieferung: Welche kompositorische und andere Tätigkeit von Leonhard Kleber setzt sich in den mehr als 30 Jahren nach 1524 fort?

## Werke
- Orgel-Tabulaturbuch, datiert auf 1520–1524.

## Ausgaben
- K. Berg-Kotterba (Hrsg.): Die Orgeltabulatur des Leonhard Kleber, 2 Teile, mit einem Konkordanzenverzeichnis von M. Staehelin, Frankfurt am Main 1987 (= Das Erbe deutscher Musik 91/92).